# Вояджер-1
«Вояджер-1» (англ. Voyager-1; буквально ─ «Странник») — американский космический зонд, исследующий Солнечную систему с 5 сентября 1977 года. Основная миссия космической программы «Вояджер» заключалась в исследовании Юпитера и Сатурна. «Вояджер-1» стал первым космическим зондом, который сделал детальные снимки спутников этих планет. По завершении основной миссии он приступил к выполнению дополнительной миссии по исследованию отдалённых регионов Солнечной системы, включая пояс Койпера и границу гелиосферы.
«Вояджер-1» является самым быстрым из покидающих Солнечную систему космических зондов, а также наиболее удалённым от Земли объектом из созданных человеком. Текущее удаление «Вояджера-1» от Земли и от Солнца, скорость его движения и статус научной аппаратуры отображаются в режиме реального времени на сайте NASA.
На борту аппарата закреплён футляр с золотой пластинкой, где для предполагаемых инопланетян указано местонахождение Земли, а также записан ряд изображений и звуков.

## История

### Основные исследования

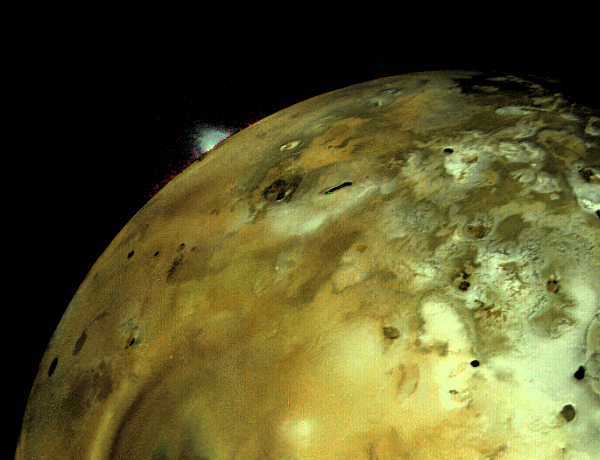
Вулкан на Ио, впервые обнаруженный «Вояджером-1» (фото 4 марта 1979 года с расстояния 490 тыс. км. 1979 года 5 марта было зафиксировано минимальное расстояние от Ио 18199 км.)

«Вояджер-1» стартовал 5 сентября 1977 года. Длительность миссии первоначально была определена в 5 лет. Его близнец, космический зонд «Вояджер-2», был запущен на 16 дней раньше, но он уже никогда не догонит «Вояджер-1». Основное отличие программы «Вояджер-1» — то, что для него была выбрана более короткая трасса, чем для «Вояджера-2»: «Вояджер-1» должен был посетить только Юпитер и Сатурн.
Аппарат впервые передал детальные снимки Юпитера и Сатурна (а также ряда их спутников) и другие научные данные (снимки «Пионеров» были менее подробными).

### Выход за пределы гелиосферы
Последняя научная задача «Вояджера-1» — исследование окраин гелиосферы, ограничивающей её гелиопаузы и находящейся за этой границей области межзвёздной среды. «Вояджер-1» стал первым зондом, передавшим информацию об условиях, царящих в межзвёздной среде.
В 2004 году на расстоянии 94 а.е. от Солнца «Вояджер-1» пересёк границу ударной волны, создаваемой снижением скорости солнечного ветра ниже скорости звука в составляющей его плазме. Аппарат оказался в области, называемой гелиосферной мантией (англ. heliosheath), где солнечный ветер ведёт себя как упругий газ, сжимаясь и разогреваясь от взаимодействия с межзвёздной средой.
По мере удаления от границы ударной волны регистрируемая радиальная скорость частиц солнечного ветра неуклонно снижалась. С апреля по июнь 2010 года «Вояджер-1» пересёк область, лежащую на расстоянии 113,5—115,7 а.е. от Солнца, в которой радиальная составляющая скорости солнечного ветра упала до нуля. Для уточнения сведений (впервые после 1990 года) были предприняты манёвры по переориентации аппарата. Учёные пришли к выводу, что в этой области солнечный ветер отклоняется в сторону давлением межзвёздной среды.

Положение аппаратов программы «Вояджер» в 2009 году

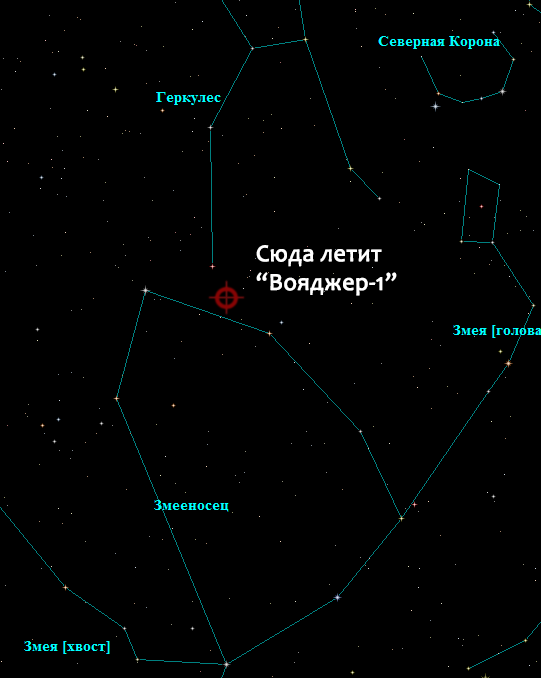
В какой точке искать «Вояджер-1»

К декабрю 2011 года «Вояджер-1» удалился на 119 а.е. (17,8 млрд км) от Солнца и достиг так называемого «региона стагнации». Этот регион характеризуется удвоением напряжённости магнитного поля, что объясняется уплотнением вещества солнечного ветра, который останавливается и даже разворачивается назад давлением межзвёздной среды. Количество высокоэнергетических электронов, проникающих из межзвёздного пространства, к этому времени повысилось примерно в 100 раз относительно показателей 2010 года.
Примерно в это же время новый метод обработки данных от детекторов ультрафиолетового излучения «Вояджеров», разработанный Розиной Лаллеман из Парижской обсерватории, позволил впервые в истории обнаружить ультрафиолетовое излучение в диапазоне Лайман-альфа, испускаемое атомами водорода в находящихся за пределами Солнечной системы областях Млечного Пути. Наблюдения с орбиты Земли не позволяют этого сделать, поскольку внешнее излучение заглушается более сильным аналогичным излучением водорода околосолнечного пространства.
С января по начало июня 2012 года датчики «Вояджера-1» зафиксировали рост уровня галактических космических лучей — высокоэнергетических заряженных частиц межзвёздного происхождения — на 25 %. Эти данные указали учёным, что «Вояджер-1» приближается к границе гелиосферы и вскоре выйдет в межзвёздную среду.
28 июля на расстоянии около 121 а.е. от Солнца датчиками «Вояджера-1» было зафиксировано резкое снижение числа частиц и космических лучей, относящихся к гелиосфере, с одновременным повышением интенсивности галактических космических лучей. Вскоре показания вернулись к прежним значениям. Такие изменения происходили пять раз, и после 25 августа возврата к прежним значениям больше не произошло.
Ранее считалось, что выход за пределы гелиосферы должен сопровождаться изменением направленности магнитного поля, но было зафиксировано лишь изменение его интенсивности без существенного изменения направленности. Это вызвало сомнения относительно того, действительно ли «Вояджер-1» пересёк гелиопаузу и находится в межзвёздной среде. Вопрос оставался дискуссионным до 12 сентября 2013 года, когда группа учёных под руководством Дональда Гурнетта опубликовала результаты исследования колебаний окружающей аппарат плазмы, доказывающие, что её электронная плотность соответствует ожидаемой для межзвёздной среды. Хотя отсутствие изменений в направленности магнитного поля оставалось не объяснённым, было признано, что «Вояджер-1» преодолел границу гелиосферы около 25 августа 2012 года.

## Устройство аппарата
Масса аппарата при старте составляла 798 кг, масса полезной нагрузки — 86 кг. Длина — 2,5 м. Корпус аппарата — десятигранная призма с центральным проёмом. На корпусе смонтирован отражатель направленной антенны диаметром 3,66 метра. Электропитание обеспечивают три вынесенных на штанге радиоизотопных термоэлектрических генератора, использующих плутоний-238 в виде окиси (в силу удалённости от Солнца солнечные батареи были бы бесполезны). На момент старта общее тепловыделение генераторов составляло около 7 киловатт, их кремний-германиевые термопары обеспечивали 470 ватт электрической мощности. По мере распада плутония-238 (его период полураспада составляет 87,7 года) и деградации термопар мощность термоэлектрических генераторов падает. На 07.08.2025 остаток плутония-238 равен 68,4 % от начального, к 2025 году тепловыделение упадёт до 68,8 % от начального. Кроме штанги электрогенераторов, к корпусу прикреплены ещё две: штанга с научными приборами и отдельная штанга магнитометра.
Управление «Вояджером» осуществляют три компьютерные системы. Эти системы можно перепрограммировать с Земли, что позволяло менять научную программу и обходить возникающие неисправности. Основную роль играет командная компьютерная подсистема (англ. computer command subsystem), содержащая два независимых блока оперативной памяти по 4096 машинных слов и два процессора, которые могут работать как дублируя друг друга, так и независимо. Ёмкость запоминающего устройства на основе магнитной ленты — около 536 мегабит (до 100 изображений от телевизионных камер). В системе трёхосной ориентации используются два датчика Солнца, датчик звезды Канопус, инерциальный измерительный блок, а также 16 реактивных микродвигателей. В системе коррекции траектории используются четыре таких микродвигателя. Они рассчитаны на восемь коррекций при общем приращении скорости 200 м/с.
Антенн две: ненаправленная и направленная. Обе антенны работают на частоте 2113 МГц на приём и 2295 МГц на передачу (S-диапазон), а направленная антенна — ещё и 8415 МГц на передачу (X-диапазон). Мощность излучения — 28 Вт в S-диапазоне, 23 Вт в X-диапазоне. Радиосистема «Вояджера» передавала поток информации со скоростью 115,2 кбит/с от Юпитера и 45 кбит/с — от Сатурна. На определённом этапе миссии была реализована схема сжатия изображений, для чего был перепрограммирован бортовой компьютер. Также был задействован имевшийся на «Вояджере» экспериментальный кодировщик данных: схема коррекции ошибок в принимаемых и передаваемых данных была изменена с двоичного кода Голея на код Рида — Соломона, что сократило количество ошибок в 200 раз.
На борту аппарата закреплена золотая пластина, на которой для потенциальных инопланетян указаны координаты Солнечной системы и записан ряд земных звуков и изображений.
В комплект научной аппаратуры входят следующие приборы:
- Телевизионная камера с широкоугольным объективом и телевизионная камера с телеобъективом, каждый кадр которой содержит 125 кБ информации.
- Инфракрасный спектрометр, предназначенный для исследования энергетического баланса планет, состава атмосфер планет и их спутников, распределения температурных полей.
- Ультрафиолетовый спектрометр, предназначенный для исследования температуры и состава верхних слоёв атмосферы, а также некоторых параметров межпланетной и межзвёздной среды.
- Фотополяриметр, предназначенный для исследования распределения метана, молекулярного водорода и аммиака над облачным покровом, а также для получения информации об аэрозолях в атмосферах планет и о поверхности их спутников.
- Два детектора межпланетной плазмы, предназначенные для регистрации как горячей дозвуковой плазмы в магнитосфере планет, так и холодной сверхзвуковой плазмы в солнечном ветре. Установлены также детекторы волн в плазме.
- Детекторы заряженных частиц низкой энергии, предназначенные для исследования энергетического спектра и изотопного состава частиц в магнитосферах планет, а также в межпланетном пространстве.
- Детекторы космических лучей (частиц высоких энергий).
- Магнитометры для измерения магнитных полей.
- Приёмник для регистрации радиоизлучения планет, Солнца и звёзд. Приёмник использует две взаимно перпендикулярные антенны длиной по 10 метров.

Большинство приборов вынесено на специальной штанге, часть из них установлена на поворотную платформу. Корпус аппарата и приборы оборудованы разнообразной теплоизоляцией, тепловыми экранами, пластиковыми блендами. 

## Рекорды дальности и скорости

Скорости и расстояния от Солнца Вояджеров 1 и 2

17 февраля 1998 года «Вояджер-1» на расстоянии 69,419 а. е. (около 10,4 млрд км) от Солнца «обогнал» аппарат «Пионер-10», до того момента бывший наиболее отдалённым из созданных людьми космических объектов.

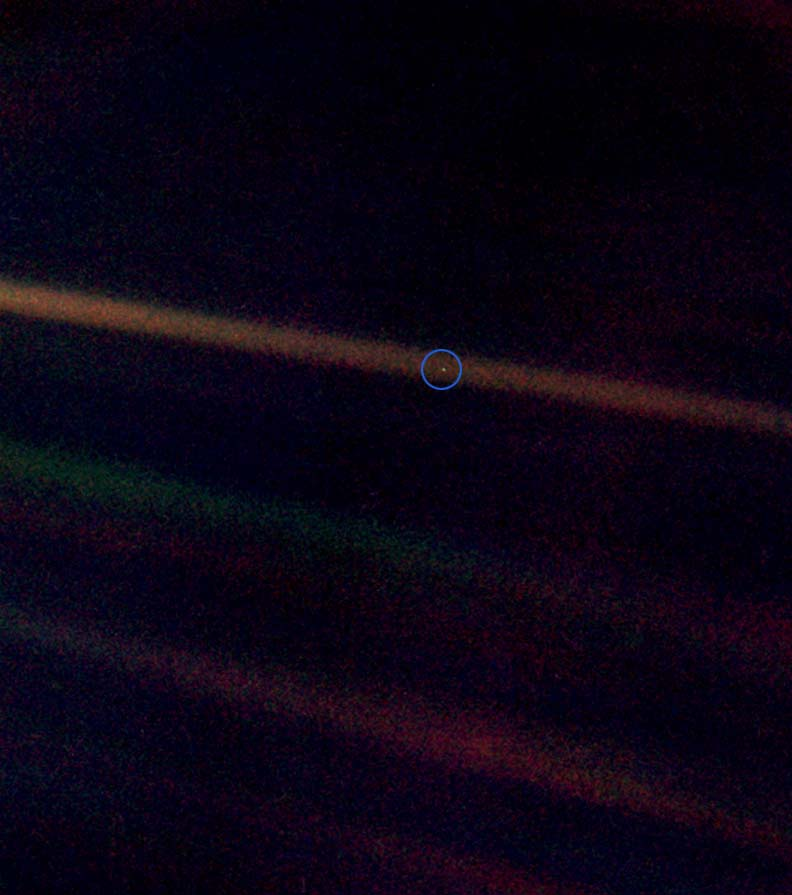
Один из последних снимков Вояджера-1, сделанный в 1990 году с расстояния в 6 млрд км (40 а. е.) от Земли

По состоянию на конец 2017 года, «Вояджер-1» являлся самым быстрым из покидающих Солнечную систему космических аппаратов. Хотя запущенный 19 января 2006 года в сторону Плутона аппарат «Новые горизонты» имел более высокую стартовую скорость, в конечном итоге он движется медленнее обоих «Вояджеров» благодаря удачным гравитационным манёврам последних.
В определённые периоды года расстояние между «Вояджер-1» и Землёй уменьшается, это связано с тем, что скорость движения Земли по орбите вокруг Солнца (около 30 км/c) выше, чем скорость, с которой «Вояджер-1» отдаляется от него.
По состоянию на 26 января 2025 года «Вояджер-1» находится на расстоянии 166 а. е. (24,83 млрд км) от Солнца и двигается со скоростью 61,2 тыс. км/ч.

## Работоспособность
Хотя запланированный срок работы обоих «Вояджеров» давно истёк, часть их научных приборов продолжает работать. Аппаратура получает энергию от трёх радиоизотопных термоэлектрических генераторов, работающих на плутонии-238. На старте суммарная электрическая мощность генераторов составляла 470 ватт. Постепенно она снижается из-за распада плутония и деградации термопар. К 2012 году электрическая мощность упала примерно на 45 %. Тем не менее, ожидается, что минимально необходимое для исследований электроснабжение будет поддерживаться приблизительно до 2025 года.
28 ноября 2017 года были успешно опробованы 10-миллисекундными включениями четыре двигателя коррекции траектории MR-103, не включавшиеся более 37 лет, с 8 ноября 1980 года, когда «Вояджер-1» находился вблизи Сатурна. В случае необходимости эти двигатели предполагается использовать вместо комплекта двигателей ориентации (того же типа), которые с 2014 года проявляют признаки ухудшения работоспособности.
В мае 2022 года Лаборатория реактивного движения (JPL), осуществляющая контроль и управление «Вояджерами», сообщила о сбое в телеметрии системы ориентации «Вояджера-1», которая начала выдавать хаотические данные. В то же время устойчивая связь через остронаправленную антенну указывала на то, что сама система ориентации функционирует правильно. Сбой не привёл к срабатыванию систем защиты и не инициировал переход в «безопасный режим». Остальные системы «Вояджера-1» также функционировали нормально, аппарат продолжал передавать научные данные. К концу августа специалисты JPL установили, что система ориентации передаёт телеметрию через вышедший из строя много лет назад бортовой компьютер, вследствие чего данные искажаются. По команде с Земли обработка телеметрии была переключена на исправный компьютер, и это решило проблему. Первопричина обращения системы ориентации к неисправному компьютеру пока не установлена. Предполагается, что ошибочная команда могла быть результатом сбоя в одной из компьютерных систем «Вояджера-1». Исследование возможных причин такого сбоя продолжается, намечена передача на Землю полного образа памяти системы ориентации для его изучения. По мнению команды проекта «Вояджер» в JPL, сбой не является угрозой для дальнейшего функционирования аппарата.
В декабре 2023 года NASA сообщило, что вместо телеметрии аппарат стал циклически присылать в центр управления полетами однотипные бессмысленные наборы данных. Методом исключения команда инженеров определила, что источником проблемы стала ошибка в системе полетных данных FDS (flight data system). Система FDS предназначена для сбора данных от научных инструментов, а также сведений о состоянии бортовой аппаратуры и её неисправностях. Она объединяет информацию в единый пакет данных, который отправляется на Землю через систему передачи телеметрии TMU (telemetry modulation unit). Команда ученых попыталась перезапустить FDS и вернуть систему в раннее работоспособное состояние, но это не помогло. После перезагрузки космический корабль продолжил присылать бессмысленные данные. В марте 2024 года инженеры NASA смогли отправить на «Вояджер-1» специальную команду, которая заставила зонд вернуть на Землю полный дамп своей бортовой памяти (FDS). Эти данные показали, что ошибка в передаче читаемой информации аппаратом возникла в результате деградации одной из его микросхем памяти, представляющей собой 3 % от общего объёма памяти FDS. 18 апреля команда NASA начала перенос повреждённого кода в другое место в составе памяти FDS и 20 апреля впервые за пять месяцев Вояджер-1 прислал осмысленные данные о состоянии его систем, что позволяет надеяться в дальнейшем получить и научные данные.
По сообщениям NASA, к 14 июня 2024 года восстановлена работоспособность всех 4 действующих инструментов аппарата. «Вояджер-1» вернулся к нормальной передаче научных данных.
В сентябре 2024 года впервые за 44 года инженеры NASA запустили резервные двигатели аппарата, чтобы восстановить его ориентацию в пространстве. Эта мера стала необходимой из-за засорения топливных трубок одного из двигателей диоксидом кремния, вызванного естественным износом резиновой мембраны топливного бака.

## Предполагаемая дальнейшая судьба аппарата
«Вояджер-1» движется по гиперболической траектории относительно центра масс Солнечной системы, поэтому он не вернётся в околосолнечное пространство под действием гравитационного притяжения. Если с ним ничего не случится по пути, примерно через 40 000 лет он должен пролететь в 1,6 светового года (15 трлн км) от звезды Глизе 445 созвездия Жирафа, которая движется в сторону созвездия Змееносца. В дальнейшем, вероятно, «Вояджер-1» будет вечно странствовать по галактике Млечный Путь.